# Bible de Borso d'Este

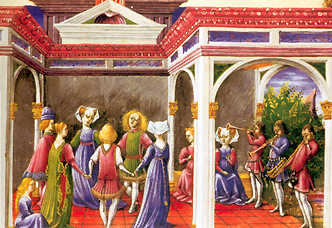
Bible de Borso d'Este, détail de danseurs et de musiciens.

La Bible de Borso d'Este est une bible enluminée sur parchemin, un manuscrit de la première Renaissance, réalisé à Ferrare de 1455 à 1461 sur commission de Borso d'Este (1413 - 20 août 1471)  premier duc de Ferrare de 1450 jusqu'à sa mort.

## Historique
À Ferrare, le duc Borso d'Este, duc de Ferrare, un membre de la Maison d'Este, prenant la suite de son frère Lionel d'Este, commandite la réalisation de nombreux manuscrits latins et grecs, constituant une des plus grandes bibliothèques aristocratiques d'Italie. En 1455, Galeotto dell'Assasino, l'agent du duc, passe un contrat pour la réalisation d'une bible décorée auprès des enlumineurs Taddeo Crivelli (1425-1479) et Franco dei Russi (actif de 1453-1482). Ce contrat stipule que le manuscrit doit comporter pour chaque livre de la bible une première page décorée. 
Les artistes sont logés aux frais de la cour pendant la durée du projet. Ils produisent plus de mille miniatures. Le travail est achevé en 1461. Le coût total est estimé à 2017,5 ducats d'or, la seule reliure coutant quant à elle presque 50 ducats d'or. 
Œuvre de dévotion, mais aussi destinée à impressionner par sa magnificence, elle participe au prestige du prince en étant montrée aux ambassadeurs venus à la cour. Le duc la feuilletait pour son plaisir. Vers la fin de 1471, il fait refaire une reliure pour le voyage à Rome où le pape doit l'investir du titre de duc. Qu'il emporte avec lui un livre aussi précieux et aussi encombrant montre qu'il est un véritable symbole de sa piété chrétienne et de son prestige éclayant. 
Vers  1859, le duché est intégré à l'État italien ainsi que Modène et Reggio. Francesco V dans sa fuite emporte avec lui quelques tableaux de petites dimensions, des  livres de valeur et  la célèbre Bible de Borso d'Este. En 1923, le sénateur Treccani en fait l'acquisition dans une vente aux enchères à Paris pour 5 millions de lires italiennes et en fait don à l'état italien qui le dépose à la Bibliothèque Estense Universitaria à Modène (MS Lat. 422-423).

## Description
La Bible, au sens chrétien, soit l'Ancien Testament complété du Nouveau Testament, est composée de deux volumes d'un total de 604 folios, soit 1 230 pages : Le premier tome comprend 642 pages, dont 621 enluminées, subdivisées en un groupe de 4 pages et 31 groupes de 5 pages ; Le second tome contient  588 pages, dont 580 enluminées, subdivisées en un groupe de 2 pages et 29 groupes de 5 pages.
Taddeo Crivelli et Franco dei Russi ne sont pas les seuls enlumineurs : ils font appel à plusieurs autres enlumineurs et chacun fait travailler également plusieurs collaborateurs. Parmi les autres miniaturistes identifiés sur des critères stylistiques, on peut nommer : Guglielmo Giraldi (actif de 1445-1490), Girolamo da Cremona (actif de 1451-1483) et Giorgio d'Alemagna. Le texte a été écrit par Pietro Paolo Marone. Le principal enlumineur de la Bible, Taddeo Crivelli, s'inspire d'une bible précédente réalisée pour le père de Borso, Nicolas III d'Este, par Belbello da Pavia dans les années 1430, que Borso met à sa disposition, sans doute pour lui donner une idée de la splendeur qu'il souhaite. Cette bible avait été enluminée par le grand miniaturiste gothique Belbello de Pavie, dont les élégantes formes schématiques commençaient sans doute à paraître démodées. Il en reprend le style du Gothique international avec son iconographie et ses détails dans les paysages. Cependant, l'usage de l'architecture antique, les corps dénudés et les animaux plus naturalistes donnent des marques typiques de la Renaissance. Une des nouvelles sources d'inspiration provient probablement de peintres comme Pisanello, actif à la cour de Ferrare à cette même période. Les miniaturistes de Borso révèlent toute leur habileté dans le domaine de la perspective, mettant les petites figures en relation avec le paysage ou le décor architectural. 
De fait, le style du manuscrit enluminé reflète le passage du gothique tardif à l'art de la première Renaissance.